# Rhinolophus huananus
Rhinolophus huananus — вид рукокрилих родини Підковикові (Rhinolophidae).

## Опис
Невеликих розмірів, з довжиною голови і тіла між 33,49 і 40 мм, довжина передпліччя між 39,30 і 43,12 мм, довжина хвоста від 14 до 22 мм, довжина вух між 19,43 і 22,59 мм.
Волосяний покрив середньої довжини. Спинна частина жовтувато-коричнева, темніша на спині, а черевна частина трохи світліша. Основа волосся всюди сірувато-білого кольору. Вуха середньої довжини. Крилові мембрани темно-коричневі. Хвіст довгий.

## Поширення
Цей вид поширений в південних китайських провінціях Гуандун, Гуансі та Цзянсі.

## Звички
Харчується комахами.